# منتخب هونغ كونغ لكأس ديفيز
منتخب هونغ كونغ لكأس ديفيز (بالإنجليزية: Hong Kong Davis Cup team)‏ هو ممثل هونغ كونغ الرسمي في كرة المضرب في كأس ديفيز.